# Stenaphorurella denisi
Stenaphorurella denisi is een springstaartensoort uit de familie van de Tullbergiidae. De wetenschappelijke naam van de soort is voor het eerst geldig gepubliceerd in 1935 door Bagnall.